# Nikola Ǵorǵev
Nikola Ǵorǵev (en macédonien : Никола Ѓорѓев), né le 22 août 1997 à Zurich, est un footballeur international macédonien, possédant également la nationalité suisse. Il évolue au poste de milieu offensif.

## Carrière
Il est né à Zurich. Il joue depuis son plus jeune âge au Grasshopper Zurich.

### En Club

#### Grasshopper Zurich
Il joue pour un des clubs de Zurich : Grasshopper Zurich depuis 2015.

##### Prêt au FC Twente (2017-2018)
Durant la saison 2017-2018, il est prêté au Football Club Twente.
Malheureusement, il joue seulement 3 matchs.

##### Prêt au FC Aarau (2018)
En 2018, il est prêté pour une partie de la saison au FC Aarau.
Il y joue 15 matchs et marque 1 but.

#### Retour à Grasshopper
Il retourne de ses prêts en 2018 au club. En février 2020, son contrat à GC est prolongé jusqu'en 2022. Il y reste jusqu'en 2022 sans être prêté.
En février 2022, il est prêté jusqu'à la fin de la saison,.

##### Prêt au FC Schaffhouse (2022)
Le 11-12 février 2022, il est prêté au FC Schaffhouse jusqu'au terme de la saison.

#### FC Aarau (2022-2025)
Fin juin 2022, il rejoint libre de tout contrat le FC Aarau, il signé un contrat de deux ans.
Mi-mai 2024, il prolonge son contrat au club pour une saison supplémentaire.
En juin 2025, il quittera le club argovien à la fin de son contrat,.

#### SC Farense (depuis 2025)
En juillet 2025, il rejoint le club de Faro, le SC Farense et quitte ainsi la Suisse et le FC Aarau.

### Sélection équipe nationale
Nikola Ǵorǵev honore sa première sélection internationale le 29 mai 2016 lors d'un match amical contre l'Azerbaïdjan.

## Statistiques
| Saison                | Club                  | Championnat           | Championnat | Championnat | Coupe(s) nationale(s) | Coupe(s) nationale(s) | Compétition(s) continentale(s) | Compétition(s) continentale(s) | Compétition(s) continentale(s) | Macédoine du Nord | Macédoine du Nord | Total | Total |
| Saison                | Club                  | Division              | M.          | B.          | M.                    | B.                    | Comp.                          | M.                             | B.                             | M.                | B.                | M.    | B.    |
| 2013-2014             | Grasshopper U21       | 1re ligue             | 2           | 0           | -                     | -                     | -                              | -                              | -                              | -                 | -                 | 2     | 0     |
| 2014-2015             | Grasshopper U21       | 1re ligue             | 18          | 2           | -                     | -                     | -                              | -                              | -                              | -                 | -                 | 18    | 2     |
| 2015-2016             | Grasshopper U21       | 1re ligue             | 10          | 4           | -                     | -                     | -                              | -                              | -                              | -                 | -                 | 10    | 4     |
| 2016-2017             | Grasshopper U21       | 1re ligue             | 5           | 1           | -                     | -                     | -                              | -                              | -                              | -                 | -                 | 5     | 1     |
| Sous-total            | Sous-total            | Sous-total            | 35          | 7           | -                     | -                     | -                              | -                              | -                              | -                 | -                 | 35    | 7     |
| 2014-2015             | Grasshopper           | Super League          | 2           | 0           | -                     | -                     | -                              | -                              | -                              | -                 | -                 | 2     | 0     |
| 2015-2016             | Grasshopper           | Super League          | 12          | 1           | 1                     | 0                     | -                              | -                              | -                              | 2                 | 0                 | 15    | 1     |
| 2016-2017             | Grasshopper           | Super League          | 18          | 0           | 2                     | 1                     | C3                             | 5                              | 2                              | 3                 | 0                 | 28    | 3     |
| 2017-2018             | FC Twente (prêt)      | Eredivisie            | 2           | 0           | 1                     | 0                     | -                              | -                              | -                              | -                 | -                 | 3     | 0     |
| 2017-2018             | FC Aarau (prêt)       | Challenge League      | 15          | 1           | -                     | -                     | -                              | -                              | -                              | -                 | -                 | 15    | 1     |
| 2018-2019             | Grasshopper           | Super League          | 4           | 0           | -                     | -                     | -                              | -                              | -                              | -                 | -                 | 4     | 0     |
| 2019-2020             | Grasshopper           | Challenge League      | 8           | 1           | 2                     | 3                     | -                              | -                              | -                              | -                 | -                 | 10    | 4     |
| Sous-total            | Sous-total            | Sous-total            | 61          | 3           | 6                     | 4                     | -                              | 5                              | 2                              | 5                 | 0                 | 77    | 9     |
| Total sur la carrière | Total sur la carrière | Total sur la carrière | 96          | 10          | 6                     | 4                     | -                              | 5                              | 2                              | 5                 | 0                 | 112   | 16    |